# Atherton Plateau
Atherton Plateau är ett högland i Australien. Det ligger i delstaten Queensland, omkring 1 400 kilometer nordväst om delstatshuvudstaden Brisbane.
I omgivningarna runt Atherton Plateau växer huvudsakligen savannskog. Trakten runt Atherton Plateau är nära nog obefolkad, med mindre än två invånare per kvadratkilometer. Genomsnittlig årsnederbörd är 1 577 millimeter. Den regnigaste månaden är mars, med i genomsnitt 342 mm nederbörd, och den torraste är september, med 28 mm nederbörd.